# Сковрони (Вармінсько-Мазурське воєводство)
Сковрони (пол. Skowrony, нім. Schmauch) — село в Польщі, у гміні Ґодково Ельблонзького повіту Вармінсько-Мазурського воєводства.
Населення — 230 осіб (2011).
У 1975-1998 роках село належало до Ельблонзького воєводства.

## Демографія
Демографічна структура станом на 31 березня 2011 року:
|          | Загалом | Допрацездатний вік | Працездатний вік | Постпрацездатний вік |
| -------- | ------- | ------------------ | ---------------- | -------------------- |
| Чоловіки | 119     | 27                 | 82               | 10                   |
| Жінки    | 111     | 27                 | 63               | 21                   |
| Разом    | 230     | 54                 | 145              | 31                   |